# Hays County
Das Hays County ist ein County im Bundesstaat Texas der Vereinigten Staaten. Das U.S. Census Bureau hat bei der Volkszählung 2020 eine Einwohnerzahl von 241.067 ermittelt. Der Sitz der County-Verwaltung (County Seat) befindet sich in San Marcos. Das County ist Teil der Region Greater Austin.

## Geographie
Das County liegt etwa 100 km südöstlich des geographischen Zentrums von Texas und hat eine Fläche von 1761 Quadratkilometern, wovon 5 Quadratkilometer Wasserfläche sind. Es grenzt im Uhrzeigersinn an folgende Countys: Travis County, Caldwell County, Guadalupe County, Comal County und Blanco County.

## Geschichte
Paläoindianer waren die Urbevölkerung des Gebiets zirka 6000 AD. Tonkawa Indianer beschäftigten sich mit Landwirtschaft schon 1200 v. Chr.
Hays County wurde 1848 aus Teilen des Travis County gebildet. Benannt wurde es nach John Coffee Hays (1817–1883), einem Offizier bei den Texas Rangers, der im Mexikanisch-Amerikanischen als Oberst unter Zachary Taylor diente und unter anderem in der Schlacht von Monterrey kämpfte. Danach war er Sheriff in San Francisco, Mitgründer von Oakland und 1859 oberster Landvermesser Kaliforniens.

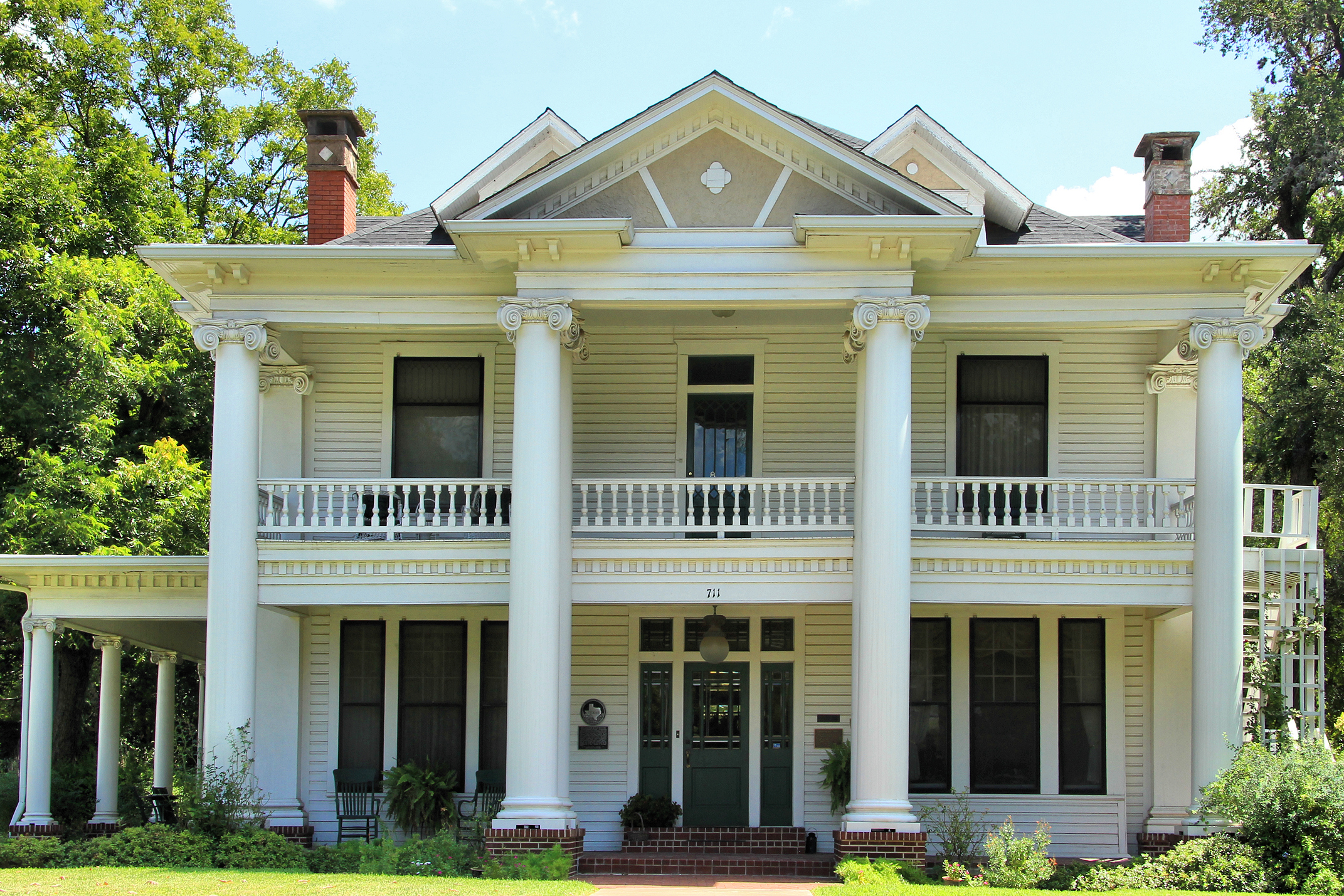
Das Rylander-Kyle House ist einer von 56 Einträgen des Countys im NRHP.

56 Bauwerke und Stätten im County sind im National Register of Historic Places („Nationales Verzeichnis historischer Orte“; NRHP) eingetragen (Stand 24. November 2021).

## Demografische Daten

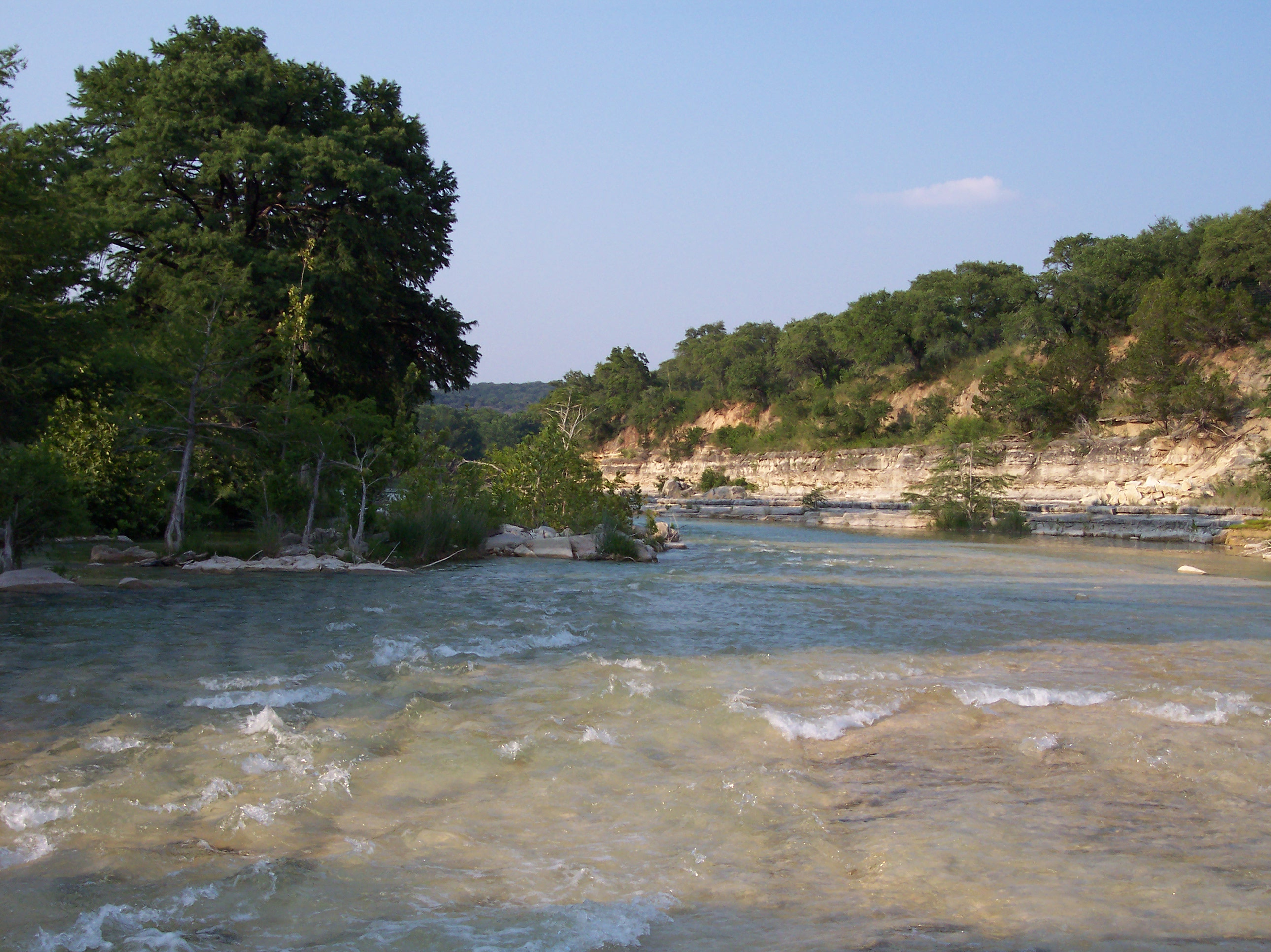
Der Blanco River im Hays County

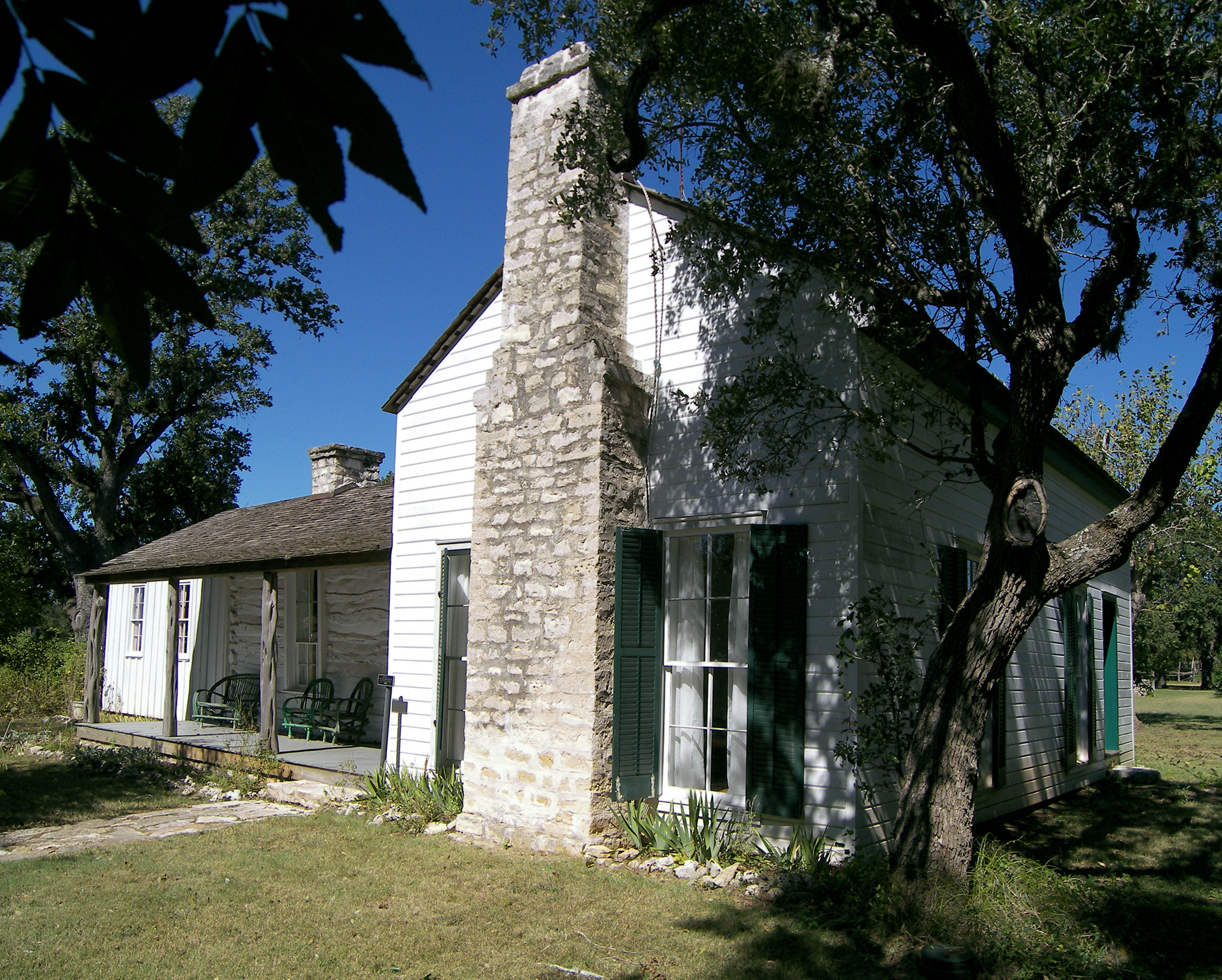
Pound Farmstead, gelistet im NRHP mit der Nr. 95000929

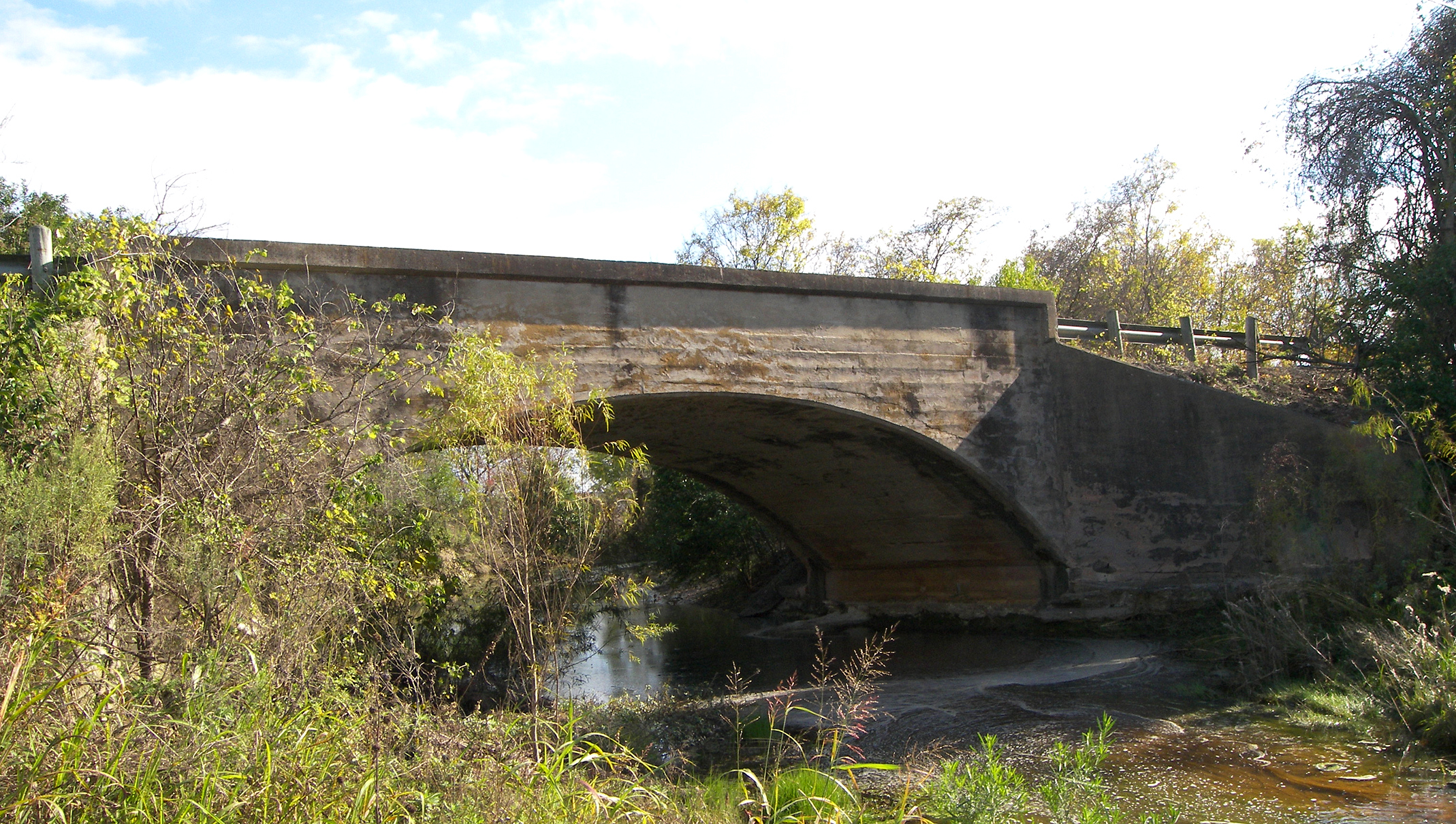
Bunton Branch Bridge, gelistet im NRHP mit der Nr. 02000086

Nach der Volkszählung im Jahr 2000 lebten im Hays County 97.589 Menschen in 33.410 Haushalten und 22.150 Familien. Die Bevölkerungsdichte betrug 56 Einwohner pro km². Ethnisch betrachtet setzte sich die Bevölkerung zusammen aus 78,92 Prozent Weißen, 3,68 Prozent Afroamerikanern, 0,69 Prozent amerikanischen Ureinwohnern, 0,79 Prozent Asiaten, 0,07 Prozent Bewohnern aus dem pazifischen Inselraum und 13,36 Prozent aus anderen ethnischen Gruppen; 2,49 Prozent stammten von zwei oder mehr Ethnien ab. 29,57 Prozent der Einwohner waren spanischer oder lateinamerikanischer Abstammung.
Von den 33.410 Haushalten hatten 34,0 Prozent Kinder oder Jugendliche, die mit ihnen zusammen lebten. 53,1 Prozent waren verheiratete, zusammenlebende Paare 9,0 Prozent waren allein erziehende Mütter und 33,7 Prozent waren keine Familien. 21,0 Prozent waren Singlehaushalte und in 4,9 Prozent lebten Menschen im Alter von 65 Jahren oder darüber. Die durchschnittliche Haushaltsgröße betrug 2,69 und die durchschnittliche Familiengröße betrug 3,21 Personen.
24,5 Prozent der Bevölkerung war unter 18 Jahre alt, 20,5 Prozent zwischen 18 und 24, 28,2 Prozent zwischen 25 und 44, 19,1 Prozent zwischen 45 und 64 und 7,7 Prozent waren 65 Jahre alt oder älter. Das Medianalter betrug 28 Jahre. Auf 100 weibliche Personen kamen 101,3 männliche Personen und auf 100 Frauen im Alter von 18 Jahren oder darüber kamen 99,5 Männer.
Das jährliche Durchschnittseinkommen eines Haushalts betrug 45.006 USD, das Durchschnittseinkommen einer Familie betrug 56.287 USD. Männer hatten ein Durchschnittseinkommen von 35.209 USD, Frauen 27.334 USD. Das Prokopfeinkommen betrug 19.931 USD. 6,4 Prozent der Familien und 14,3 Prozent der Einwohner lebten unterhalb der Armutsgrenze.

## Städte und Gemeinden
| - Austin - Buda - Driftwood - Dripping Springs | - Henly - Kyle - Mount Sharp | - Niederwald - Pioneer Town - San Marcos | - Uhland - Wimberley - Woodcreek |